# Gare de Virville - Manneville
Pour les articles homonymes, voir Manneville.
La gare de Virville - Manneville est une gare ferroviaire française de la ligne de Paris-Saint-Lazare au Havre, située sur le territoire de la commune de Virville, à proximité de Manneville-la-Goupil, dans le département de la Seine-Maritime en région Normandie.
Une halte est mise en service en 1898 par la Compagnie des chemins de fer de l'Ouest, avant d'être gérée par l'Administration des chemins de fer de l'État.
C'est une halte voyageurs de la Société nationale des chemins de fer français (SNCF) lorsqu'elle est fermée au service des voyageurs en 2018.

## Situation ferroviaire
Établie à 110 mètres d'altitude, la gare de Virville - Manneville est située au point kilométrique (PK) 207,488 de la ligne de Paris-Saint-Lazare au Havre, entre les gares de Bréauté - Beuzeville et d'Étainhus - Saint-Romain.

## Histoire
Le 22 mars 1847, la Compagnie du chemin de fer de Rouen au Havre, ouvre à l'exploitation sa ligne de Rouen au Havre, qui traverse la commune sur trois kilomètres sans qu'il n'y ait de station.

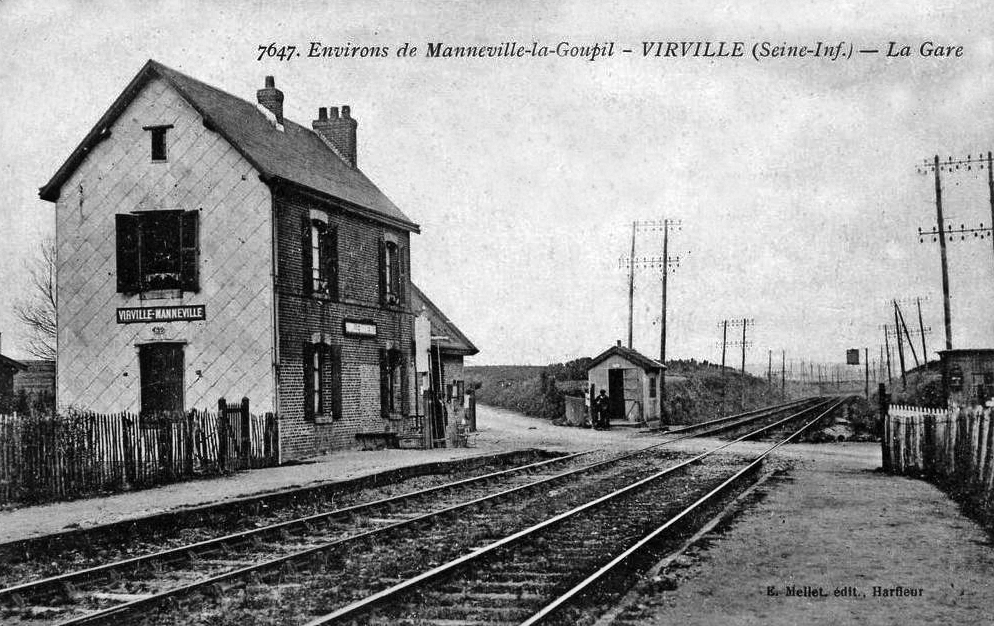
La gare vers 1900.

Les communes de Virville et de Manneville demandent en vain pendant de nombreuses années l'ouverture d'une station car les gares les plus proches sont à environ dix kilomètres.
Ce n'est que le 22 janvier 1897 que la Compagnie des chemins de fer de l'Ouest accepte la création d'une halte à Virville. Néanmoins, elle conditionne cette ouverture au versement de 8 000 francs de subvention, à la remise gratuite du terrain nécessaire et à la construction des toilettes (cabinets d'aisance et urinoirs). Les communes acceptent les conditions et contractent un emprunt à rembourser en cinq ans à raison de 221,48 fr par mois. En juillet, M. Renault, propriétaire, fournit gratuitement la surface de terrain nécessaire.
La halte de Virville est officiellement mise en service le 4 avril 1898.
Le 4 septembre 1910, vers 13 h 30, une femme de 71 ans, Ambroisine Fauvel, est percutée par un train, ayant tenté de traverser la voie, mais n'ayant pas vu le train arriver. Elle meurt sur le coup.
À la fin du XXe siècle, le bâtiment voyageurs est fermé et désaffecté. Elle devient une simple halte voyageurs avec deux quais à accès libre.
En 2014, c'est une gare voyageurs d'intérêt local (catégorie C : moins de 100 000 voyageurs par an de 2010 à 2011), qui dispose de deux quais (le quai A, d'une longueur totale de 136 m, pour la voie 1 et un autre quai, d'une longueur utile de 147 m, pour la voie 2) et un abri.
En 2016, selon les estimations de la SNCF, la fréquentation annuelle de la gare est de 3 420 voyageurs, ce nombre s'étant élevé à 5 561 en 2015 et à 5 121 en 2014.
À partir du 9 décembre 2018, la gare n'est plus desservie en raison de sa trop faible fréquentation.
C'était jusqu'alors une halte voyageurs SNCF, un point d'arrêt non géré (PANG) à accès libre, du réseau TER Normandie, desservie par des trains express régionaux assurant les relations : Rouen – Yvetot – Le Havre et Le Havre - Fécamp.

La halte en 2014, avant sa fermeture en 2018
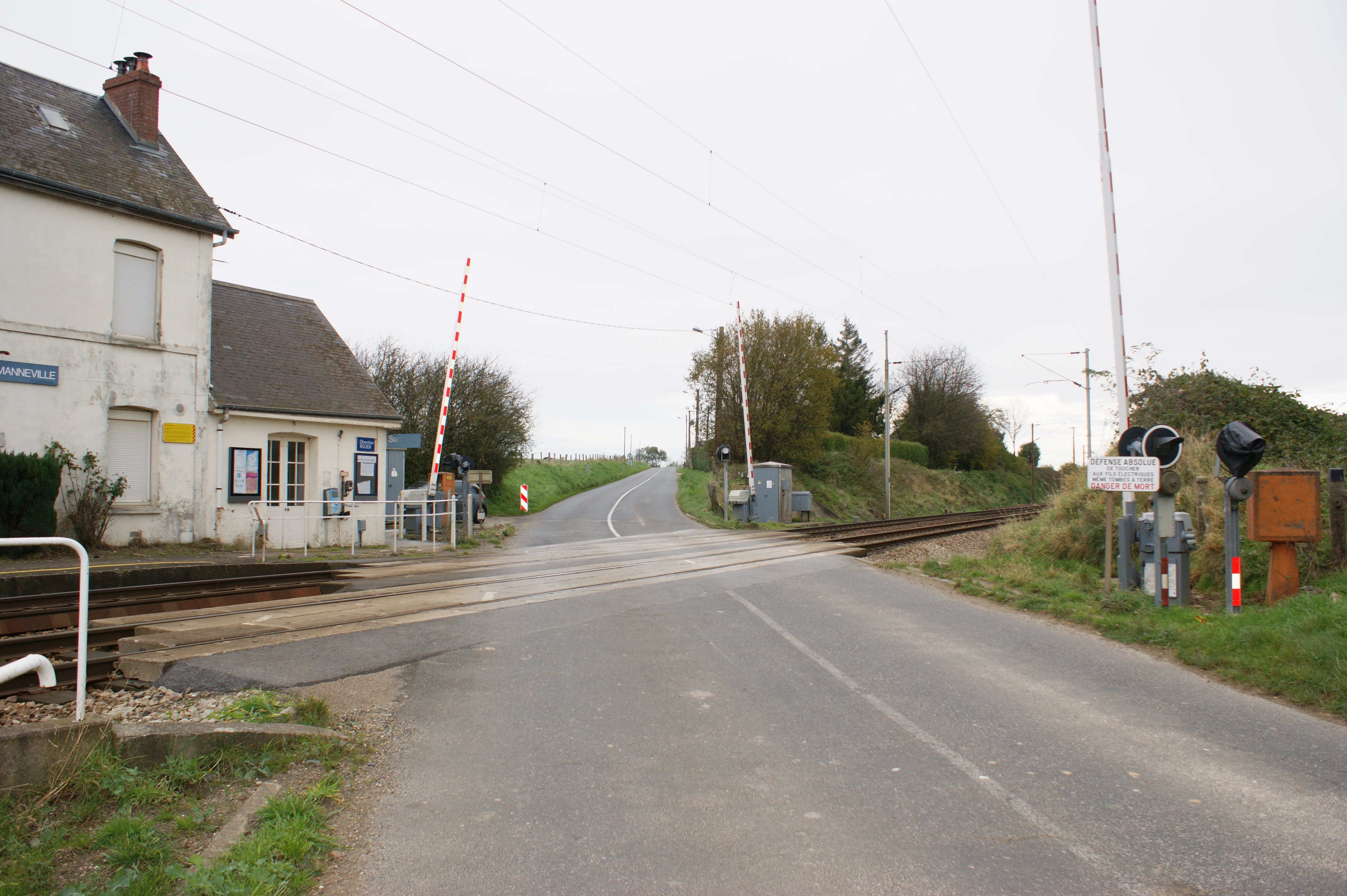
Passage à niveau.
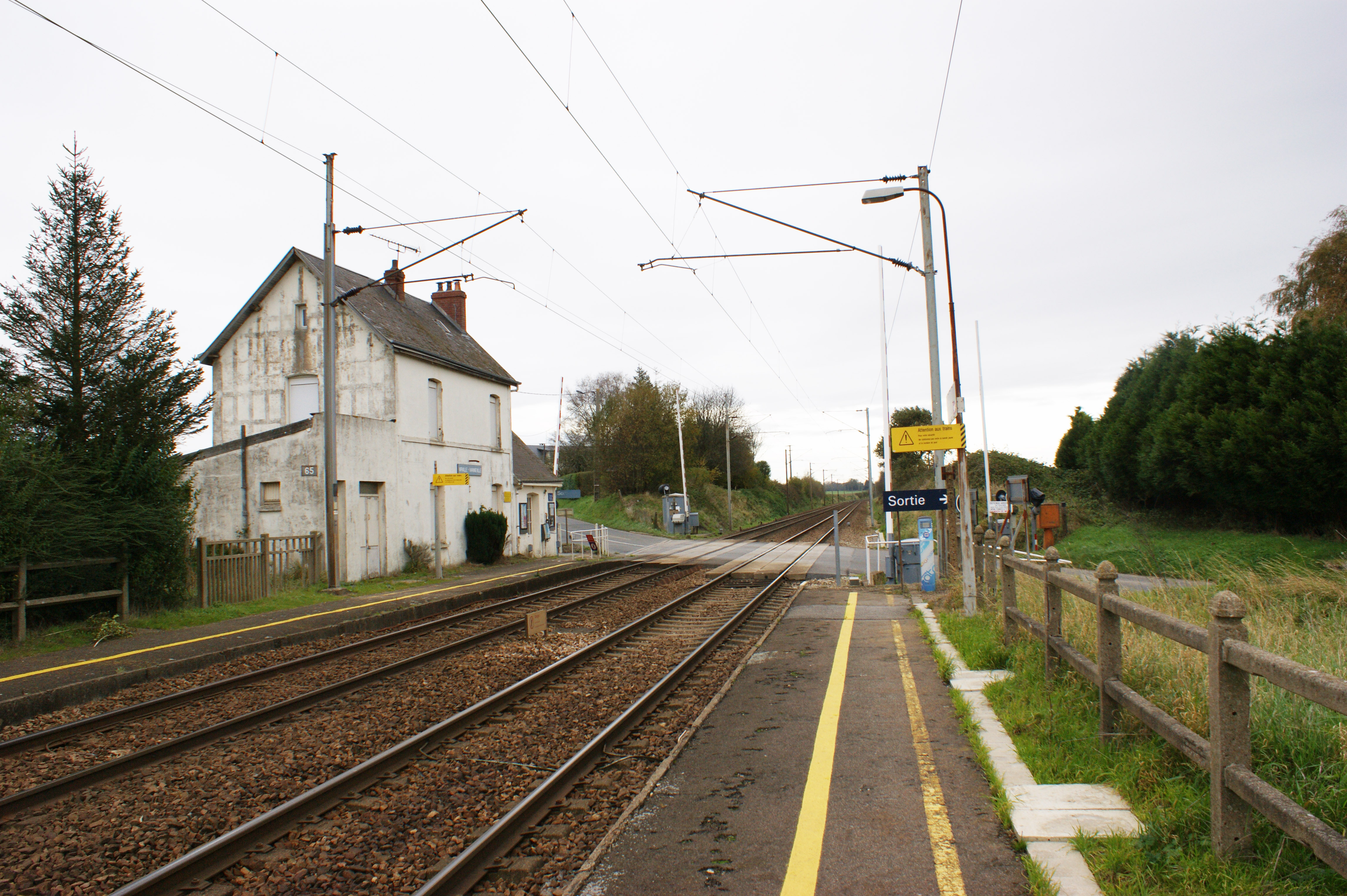
Voies et quais.
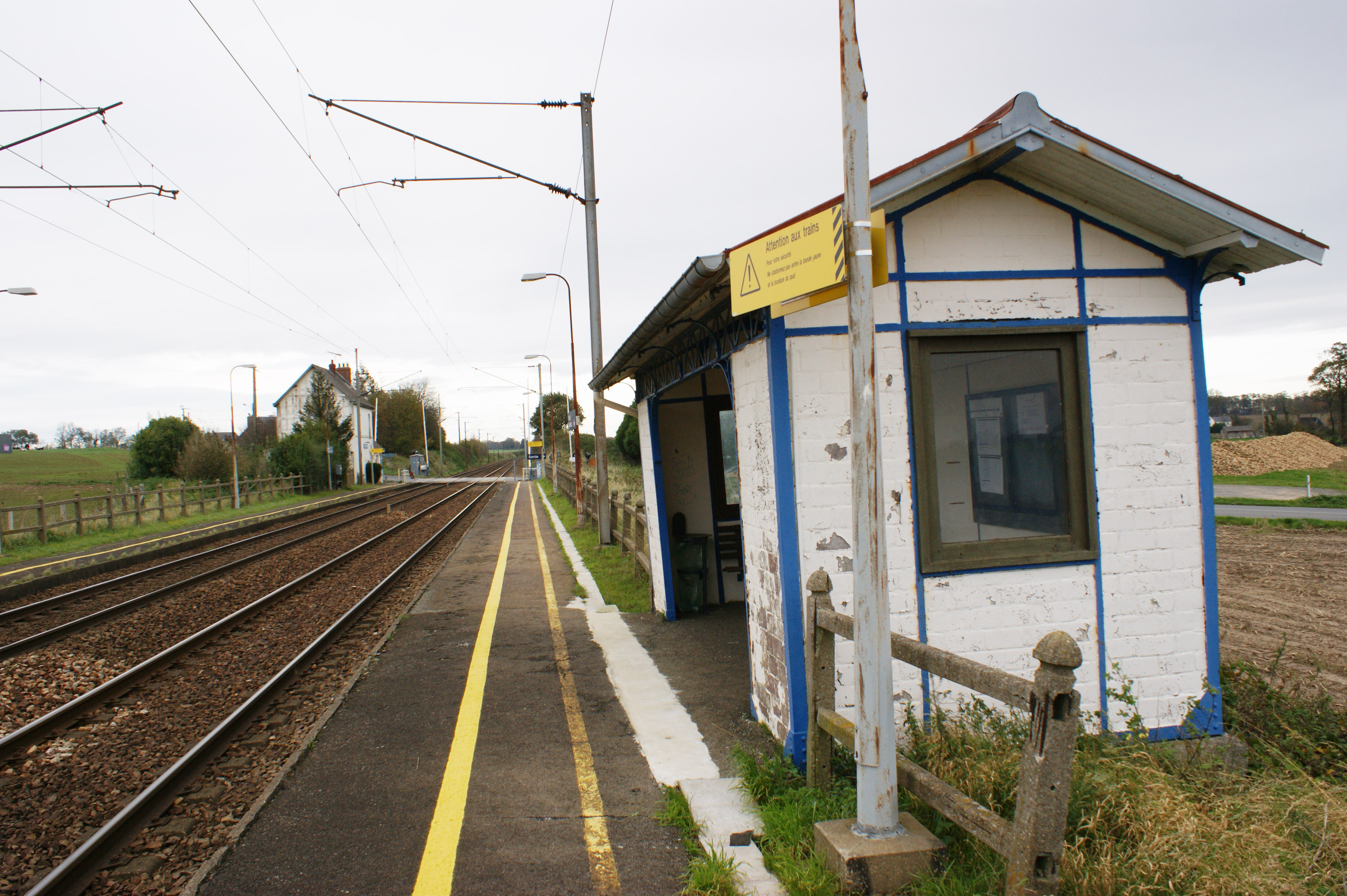
Abri de quai.

## Patrimoine ferroviaire
L'ancien bâtiment voyageurs, inutilisé par la halte, est toujours présent (voir photographies).